# Fürst
Ne doit pas être confondu avec Furst.
Fürst (prononcé : /ˈfʏʁst/ , du vieux haut allemand : furisto, « premier », traduction du latin Princeps ; pluriel : Fürsten) est un titre de noblesse allemand, traduit le plus souvent en français par « prince ».

Couronne héraldique d'un Fürst couramment utilisée dans les pays germanophones, par exemple dans les Armoiries du Liechtenstein

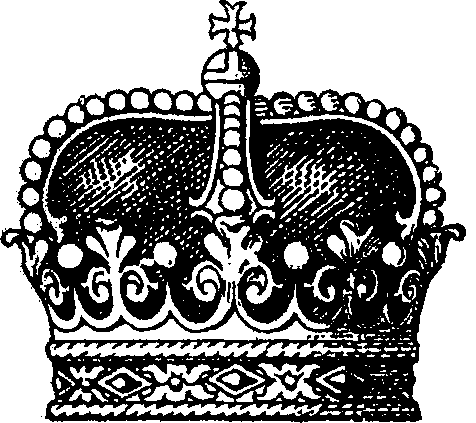
L'un des divers exemples possibles de la couronne d'un prince régnant dans le Second Empire allemand

Le titre désigne l'actuel chef d'une famille princière, par exemple, le souverain d'une principauté, à la différence des agnats. Le Fürst se distingue de ses fils, frères ou neveux, qui portent le titre de Prinz. Son épouse porte le titre de Fürstin, traduit le plus souvent en français par « princesse ». Les titres Fürst et Fürstin ne sont assumés qu'avec la succession au poste de chef de famille.
Par exemple, Albert II de Monaco est intitulé « Prinz » depuis sa naissance, mais « Fürst » depuis qu'il a accédé au trône en 2005. L'héritier présomptif, Jacques de Monaco, est désigné comme Erbprinz (« prince héritier »). Pour le monarque monégasque le titre Fürst est toujours utilisé dans la presse germanophone, comme pour l'actuel prince de Liechtenstein.
Cependant, le titre de Fürst n'est pas limité aux monarques régnants. Il est également hérité de manière primogène dans les maisons princières non souveraines, détenu par le chef de famille respectif, tandis que ses fils et filles sont surnommés princes / princesses ou comtes / comtesses, selon la manière dont ils ont été accordés. Si les agnats ne sont que comtes selon le diplôme d'élévation princière, l'héritier présomptif est dit Erbgraf (« comte héritier »). 
Le Fürst et la Fürstin sont qualifiés honorifiquement Son Altesse Sérénissime, et généralement leurs enfants aussi. Si les enfants restent au rang de comte, on les traite de Son Altesse Illustrissime.

## Usages du titre en allemand
- Hans-Adam II, 15e prince souverain (Fürst) du Liechtenstein. Comme tous les membres de la famille, ses enfants portent le titre de prince / princesse (Prinz / Prinzessin). L'aîné est désigné comme Erbprinz (prince héritier).

- Erich von Waldburg zu Zeil und Trauchburg, selon la tradition familiale le 8e Fürst, chef de la  lignée Zeil de la maison princière de Waldburg. Jusqu'au décès de son père en 2015, il était qualifié d'Erbgraf (comte héritier)[4]. Ses filles portent le titre (ou officiellement : nom) de Gräfin (comtesse).

## Titre correspondant dans d'autres langues
Il n'y a pas d'équivalent pour le titre dans la plupart d'autres langues européennes, surtout pas dans les langues latines où le terme prince est utilisé indifféremment pour les régents des principautés, les chefs de famille et les agnats des familles princières.
Il existe des équivalents dans des autres langues germaniques, comme les langues scandinaves (en danois et norvégien : fyrste et en suédois : furste), mais ils sont surtout utilisé pour les princes étrangers, puisque dans les pays du nord le rang de comte est généralement le titre le plus élevé, en dehors des maisons royales et de leurs titres ducaux. Il en va de même pour la langue néerlandaise, où le titre est Vorst, qui est également utilisé par exemple pour Albert II de Monaco.
En russe, tchèque et polonais, les correspondances knyaz, kníže et książę n'ont pas le même caractère de marque d'aînesse qu'en allemand ou dans les autres langues germaniques, mais correspondent plutôt à l'usage latin.
Le seul titre de noblesse britannique qui pourrait théoriquement (mais rarement en pratique) être traduit par Fürst en allemand est celui de Prince de Galles. Il en va de même pour le titre espagnol Prince des Asturies. 

## Origines et utilisations
Le pluriel « Fürsten » dans un sens plus large est un terme collectif désignant les dirigeants les plus importants tels que les empereurs, les rois, les ducs ainsi que les comtes, margraves, les comtes palatins et les comtes dits « princiers » (les comtes du Saint-Empire régnants) dans le Saint-Empire romain germanique. Le mot « Fürst » a été utilisé dans ce sens plus large à partir du Xe siècle. C'était à l'origine un terme général pour les nobles titulaires de hautes fonctions.
Les Princes du Saint-Empire sont surnommés « Fürsten » en terme générique. Certains d'entre eux qui ne sont ni ducs ni comtes utilisent également le titre de Fürst comme titre officiel au lieu de prince. Cependant, le même titre a également été conféré après la fin de l'Ancien Empire en 1806 dans ses États successeurs de la Confédération germanique comme un pur titre, sans établir de pouvoir gouvernemental souverain, comme le titre prussien de Fürst donné à Otto von Bismarck en 1871.

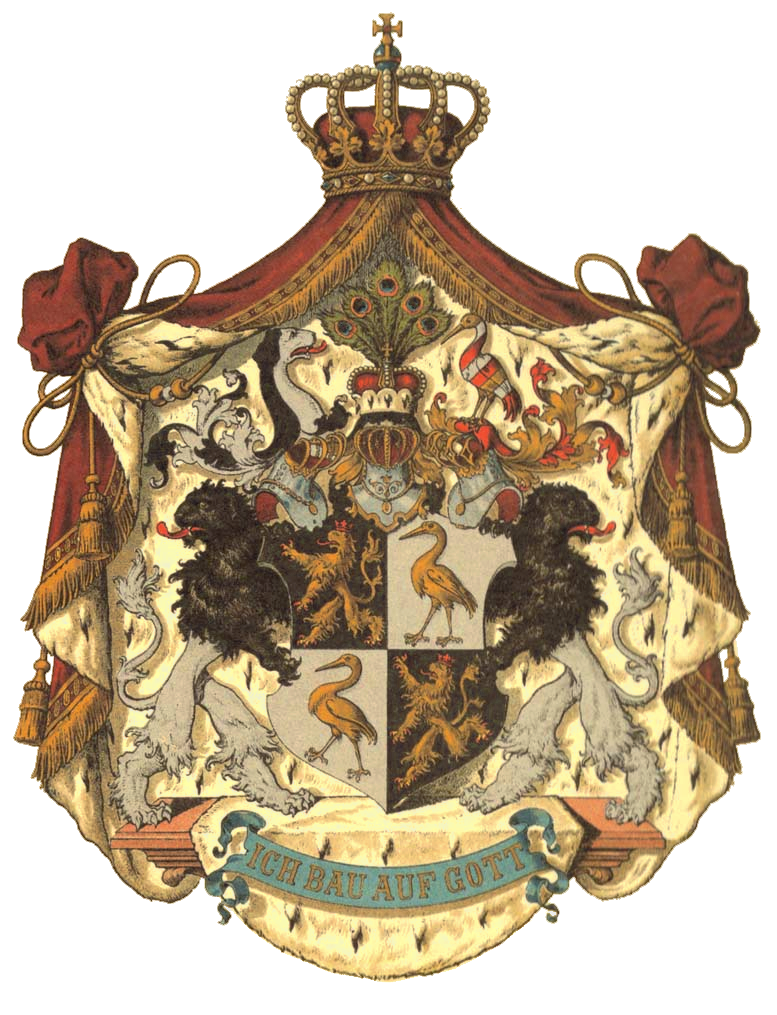
Armoiries de la principauté Reuss de Schleiz (la branche cadette) : Sur le casque du milieu le chapeau princier de l'Ancien Empire, sur le manteau la couronne des princes souverains de la confédération du Rhin depuis 1806 et de la Confédération germanique suivante.

Les différences de souveraineté et leurs périodes marquent également des différences de rang entre les princes titulés Fürst: Avec la fin du Saint Empire romain germanique en 1806, certains princes allemands qui portaient le titre Fürst sont devenus souverains de leur pays ; à savoir les princes de Lippe et de Schaumbourg-Lippe, les deux princes de la maison Reuss, branche ainée et cadette, les deux princes de la maison de Schwarzbourg (Rudolstadt et Sondershausen) et les princes de Waldeck-Pyrmont. Ces familles princières ont régné jusqu'à la révolution allemande de 1918-1919 à côté de tous les rois, grands-ducs et ducs restés souverains dans l'Empire allemand. Dans l'Almanach de Gotha, ils figuraient aux côtés des rois et des grands-ducs Européens ainsi que des princes de Liechtenstein ou de Monaco dans la première section des souverains. 
La plupart des autres princes dont les territoires sont passés sous la domination d'un autre État par la médiatisation vers 1803 à 1815 ont conservé (ou reçu) le titre de Fürst comme titre honorifique, y compris de nombreux anciens princes du Saint-Empire ou de comtes du Saint-Empire élevé aux princes pour compenser la perte de leur souveraineté (voir: Liste des maisons allemandes médiatisées). Ils ont également conservé certains droits spéciaux en tant que « Standesherren » (seigneurs de rang) dans la Confédération allemande et le Second Empire allemand. Ceux-ci sont toujours répertoriés dans la deuxième section du Gotha.
Ceux qui n'ont jamais gouverné un territoire mais étaient toujours soumis à un souverain apparaissent dans la troisième section comme de simples princes (Fürsten) titulaires. C'est le cas de la maison de Bismarck, par exemple, mais aussi de toutes les nombreuses familles princières et ducales à travers l'Europe qui ont reçu leurs titres d'un souverain.
Contrairement le titre de Fürst n'est généralement pas détenu par des membres ou des chefs de maisons de rang supérieur (anciennement dynasties royales, grand-ducales ou ducales-souveraines). Le prince héritier d'une famille royale toujours régnante, donc un future roi, est appelé « Kronprinz » (prince de couronne), contrairement au « Erbprinz », l'héritier d'un Fürst. Lorsque ces familles royales, grand-ducales ou ducales ne règnent plus, elles utilisent d'autres titres selon la tradition, mais à peine le titre Fürst. Par exemple, les princes Georges-Frédéric de Prusse, Ernest-Auguste de Hanovre ou Andreas de Saxe-Cobourg et Gotha s'appellent Prinz et non Fürst. Leur prédicat honorifique traditionnel est Son Altesse Royale.

## Titres dérivés
- Reichsfürst (Prince d'Empire)
- Kirchenfürst (Prince d'Église)
- Landesfürst (Prince de l'État)
- Kurfürst (Prince-électeur)
- Großfürst (Grand Prince)
- Fürstprimas (Prince-Primat)
- Gefürsteter Graf (Comte élevé au rang princier)